# Herb gminy Tomice
Herb gminy Tomice – jeden z symboli gminy Tomice, ustanowiony 6 września 2007.

## Wygląd i symbolika
Herb przedstawia na tarczy koloru czerwonego złotą chorągiew kościelną (godło z herbu Radwan) i srebrną wieżą zwieńczoną blankami z czarnym oknem (nawiązanie do dawnych strażnic granicznych i fortyfikacji), a pod nimi srebrna linia falista, symbolizująca Skawę. 